# Siegfried Falk
Siegfried Falk (geboren 15. August 1874 in Rheydt; gestorben 5. Dezember 1941 in Düsseldorf) war ein deutscher Bankier.

## Leben
Siegfried Falk war der Sohn des Textileinzelhändlers David Falk (* in Bergheim) und Anna Rosenberg. 1905 heiratete er  Edith Simon aus Osnabrück, das Ehepaar hatte drei Kinder.
Falk besuchte in Köln das Friedrich-Wilhelm-Gymnasium aus wirtschaftlichen Gründen nur bis zum Einjährigen und machte eine Lehre im Kölner Bankhaus Sal. Oppenheim. Anschließend arbeitete er im Bankhaus David Baumgarten jun. in Aachen und im Bankhaus Gustav Hanau in Mühlheim. Um 1903 gründete er in Düsseldorf, Steinstraße 20 das Bankhaus Siegfried Falk, das er zu einer der führenden Privatbanken des rheinisch-westfälischen Industriegebietes ausbaute. Er verfügte über Aufsichtsratsmandate mehrerer bedeutender Konzerne und war daneben in der jüdischen Gemeinde, im Central-Verein deutscher Staatsbürger jüdischen Glaubens und im B’nai B’rith aktiv. Sein Bankhaus war Herausgeber einer Börsenwochenschau.
1938 wurde er Vorsitzender der Jüdischen Gemeinde Düsseldorf. Als er den Befehl erhielt, sich zur Deportation einzufinden, wählten er und seine Frau den Freitod.